# Ростока Мала
Ростока Мала (пол. Roztoka Mała) — колишнє лемківське село на Закерзонні, розташоване у Малопольському воєводстві, Новосондецькому повіті, гміні Лабова (в Польщі).

## Історія
Детальний опис села міститься у Йозифинській і Францисканській метриках.
У 1850 році село мало статус гміни (самоврядної громади).
У 1934 hjws село втратило самоврядний статус і включене до об’єднаної сільської ґміни Лабова Новосондецького повіту. У міжвоєнний період в селі діяла бібліотека «Просвіти», яку організував Яворський Василь.
До середини XX століття в селі було виключно лемківсько-українське населення. У 1939 році зі 160 осіб села усі 160 — українці. На 1936 рік в селі було 165 греко-католиків парафії Матієва Мушинського деканату; метричні книги велися з 1756 року.
Після Другої світової війни Лемківщина, попри сподівання лемків на входження в УРСР, була віддана Польщі, а все корінне українське населення села (165 осіб) з 2 по 6 червня 1946 р. примусово-добровільно через Новий Сонч вивезене в СРСР і село зникло. Везли їх через Хирів до станції Гадяч коло 2 місяців, більшість поселено в с. Сари, а 4 особи — в с. Лютенька. Більшість переселенців наступного року втекли до Тернопільської області.